# Ctenus spectabilis
Ctenus spectabilis är en spindelart som beskrevs av Roger de Lessert 1921. Ctenus spectabilis ingår i släktet Ctenus och familjen Ctenidae. Inga underarter finns listade i Catalogue of Life.